# Viticoltura in Lombardia
La viticoltura in Lombardia è l'insieme delle attività di coltivazione di uva e produzione di vino svolte nella regione.

## Storia
La coltivazione della vite in area lombarda risalirebbe al neolitico: numerosi sono infatti i ritrovamenti di vinaccioli negli scavi presso i siti palafitticoli alpini nei pressi del Garda bresciano. Sempre al periodo neolitico risalgono simili ritrovamenti in scavi archeologici condotti nel mantovano. Al VII secolo a.C. risalgono i primi ritrovamenti di otri da vino nell'area del varesotto sulle sponde del lago Maggiore: seppur appurata la coltivazione dell'uva nella zona in quel periodo, gli intesi scambi con la civiltà etrusca non consentono di capire se il vino fosse prodotto localmente o semplicemente importato. Le prime notizie storiche circa la produzione di vino arrivano da fonti di epoca romana: nel I secolo a.C. Virgilio descrive nelle sue Bucoliche la coltivazione della vitis labrusca per la produzione di vino, mentre Strabone descrive i pregiati vini prodotti nell'Oltrepò Pavese e i "vini retici" del lago di Como; mentre Plinio il Vecchio testimonia la coltivazione della vite sulle colline bergamasche a partire dal I secolo. Nel III secolo fu invece l'area del milanese a vedere una grande diffusione di vigneti, complice l'elezione di Milano a capitale dell'Impero romano, mentre per la prima traccia della produzione di vino in Valtellina, per la precisione attorno a Morbegno, bisogna aspettare al IX secolo, secondo quanto scritto in un documento dell'epoca; bisognerà tuttavia aspettare un secolo perché la produzione vinicola acquisti un ruolo rilevante nell'agricoltura locale.
Rinvenimenti archeologici testimoniano la diffusione della vite in Oltrepò Pavese già in età romana e tale coltura venne mantenuta durante l'alto medioevo dai monaci dell'abbazia di San Colombano, che tra l'862 e l'865 erano proprietari di vigneti in valle Staffora. A partire dal secolo XI, la viticultura, per impulso dei grandi monasteri pavesi, conobbe particolare sviluppo soprattutto nella prima fascia collinare. Alcuni enti ecclesiastici, come il monastero di San Pietro in Ciel d'Oro, che almeno dal 974 possedeva vigneti e torchi presso San Damiano al Colle, estesero la cultura della vite nell'area, producendo vini che, grazie al Po e al Ticino, venivano poi trasportati a Pavia, dove la parte non assorbita dal consumo dei monaci era destinata al commercio
Da qui in avanti le testimonianze circa la produzione vinicola lombarda sono sempre più comuni: un documento redatto dall'imperatore Corrado I nel 918 testimonia i vigneti nella zona di San Colombano al Lambro, dei documenti di acquisto risalenti al XI secolo trattano di terre dedite alla coltivazione della vite in provincia di Bergamo, mentre testimonianze storiche parlano del saccheggio, tra le altre cose, dei vigneti di Scanzo nel 1398 da parte di milizie guelfe, tuttavia si assistette a partire dal XV secolo, così come in molte altre zone della pianura lombarda occidentale, come la Brianza e l'Alto Milanese ad iniziare dal XIX secolo, ad un progressivo abbandono, seppur non totale, dei vigneti a favore della più redditizia coltivazione dei gelsi per la produzione di bachi da seta. Al contrario la Valtellina vide aumentare notevolmente la sua produzione che impattò in maniera notevole sull'economia locale tanto da attirare manodopera da gran parte delle montagne lombarde: nel periodo di massima splendore i vini valtellinesi veniva esportati in gran parte dell'Europa centrale e i territori coltivati a vite raggiungevano secondo alcune stime un'estensione di 10000 ettari, più di sei volte dei circa 1500 attuali.

## Zone di produzione
Le principali zone di produzione di vino in Lombardia.

### Franciacorta
Franciacorta è una regione vitivinicola della Lombardia, compresa nella fascia collinare a sud del Lago d'Iseo. La zona consente di produrre vini con denominazioni DOCG e DOC. Tra le più importanti aziende del territorio troviamo Berlucchi, Ca’ del Bosco e Bellavista.

### Lago di Garda
In questa zona vede come base i vini rossi DOC (Groppello). Per il 70%, il vino bianco DOC è prodotto dal vitigno Riesling italico. Poi a sud c'è Verona, dove si concentra principalmente sui vini bianchi di Lugana. A Botticino il locale vino rosso ottenuto dai vitigni Barbera, Marzemino, Schiava e Sangiovese. A Mantova invece si produce il Lambrusco Mantovano.

### Oltrepò Pavese
Oltrepò Pavese è una regione vitivinicola della Lombardia, compresa nella fascia collinare della provincia di Pavia a sud del Po. La zona consente di produrre vini con denominazioni DOCG e DOC.
Già attorno al 1500 è citata la presenza in Oltrepò di uve indicate come Pinolo e Pignolo che potrebbero corrispondere all'attuale Pinot. Certo è che il tentativo di impiantare il Pinot (di origine francese) in Italia ebbe altrove scarso successo, mentre questo vitigno trovò in Oltrepò il suo habitat ideale, grazie anche all'iniziativa di Agostino Depretis. Il successo suscita l'interesse degli spumantisti piemontesi: Carlo Gancia (1865) si associa al possidente locale conte Carlo Giorgi di Vistarino per promuovere lo champagne italiano, mentre nel 1870 l'ing. Domenico Mazza di Codevilla assume un enologo di Reims per perfezionare il suo spumante di Montelio, che ottiene il primo posto alla Esposizione Nazionale di Milano del 1894. Nel 1907 viene fondata la SVIC (Società vinicola italiana - Casteggio) che si avvale della direzione di uno dei padri della spumantistica italiana, Pietro Riccadonna, cui si associano enologi e imprenditori locali come Raffaello Sernagiotto, Angelo Ballabio, Mario Odero. Il Gran spumante SVIC ha successo internazionale, e nel 1912 il suo nome compare su un vistoso cartellone pubblicitario accanto alla Statua della Libertà a New York. Dopo la prima guerra mondiale, mentre Riccadonna continua l'attività in Piemonte, è soprattutto Angelo Ballabio a continuare la tradizione della spumantistica oltrepadana, divenendo Fornitore della Real Casa nel 1931. Fino al 1975 suo figlio Giovanni Ballabio resta il re dello spumante dell'Oltrepò, mentre altre realtà si affacciano sulla scena: la Cantina sociale di Santa Maria della Versa dagli anni trenta, l'azienda agricola Malpaga di Canneto Pavese nel 1958. Sarà soprattutto la prima, sotto la direzione del duca Antonio Denari, a guidare la nuova stagione di grandi successi della spumantistica oltrepadana, a partire dal riconoscimento della Denominazione di Origine Controllata nel 1970. Il Duca, che è anche eletto presidente dell'Istituto Italiano dello Spumante Classico, con il suo carisma guida l'Oltrepò a mantenere e consolidare il suo primato italiano nel settore. Attualmente circa tre quarti del Pinot Nero prodotto in Italia proviene dall'Oltrepò.

### Valtellina
Nella Valtellina, ci sono uve Nebbiolo (conosciuto come Chiavennasca), si produce il vino Valtellina Superiore DOCG. In questa zona si coltivava fin dalle epoche pre-romane e dalle antiche popolazioni celto-liguri. Il vino più importante è lo Sforzato o Sfursat di Valtellina DOCG, vino rosso e secco che ricorda l'Amarone.

## Vitigni

### Autoctoni
| Vitigno                    | Bacca  | Descrizione                       | Immagine |
| -------------------------- | ------ | --------------------------------- | -------- |
| Croatina                   | Nera   | Vitigno diffuso in Oltrepò Pavese |          |
| Erbamat                    | Bianca |                                   |          |
| Groppello di Mocasina      | Nera   |                                   |          |
| Groppello di Santo Stefano | Nera   |                                   |          |
| Groppello Gentile          | Nera   |                                   |          |
| Incrocio Terzi I           | Nera   |                                   |          |
| Invernenga                 | Bianca |                                   |          |
| Lambrusco Viadanese        | Nera   |                                   |          |
| Malvasia Bianca di Candia  | Bianca |                                   |          |
| Moscato di Scanzo          | Nera   | Vitigno diffuso in Scanzorosciate |          |
| Nebbiolo                   | Nera   |                                   |          |
| Pignola                    | Nera   |                                   |          |
| Pinot nero                 | Nera   |                                   |          |
| Rossola Nera               | Nera   |                                   |          |
| Trebbiano di Soave         | Bianca |                                   |          |
| Verdea                     | Bianca |                                   |          |
| Verdese                    | Bianca |                                   |          |
| Vespolina                  | Nera   |                                   |          |

### Alloctoni
- Sylvaner
- Müller-Thurgau
- Pinot nero
- Pinot grigio
- Cabernet sauvignon

## Vini

### DOCG
- Franciacorta prodotto nella provincia di Brescia
  - la Franciacorta
  - la Franciacorta Rosé
  - la Franciacorta Satèn
  - la Franciacorta Millesimato
  - la Franciacorta Riserva
- Oltrepò Pavese Metodo Classico (bianco e rosato) nelle tipologie rosé, cremant, pinot nero, pinot nero rosé, prodotto nella provincia di Pavia
- Valtellina superiore (rosso) nelle tipologie normale e Riserva, con l'eventuale indicazione delle sottozone Inferno, Grumello, Maroggia, Sassella e Valgella, prodotto nella provincia di Sondrio, e della sottozona Stagaflassi per il vino imbottigliato in Svizzera
- Sforzato di Valtellina o Sfursat di Valtellina (rosso) prodotto nella provincia di Sondrio
- Scanzo o Moscato di Scanzo (passito) prodotto nella provincia di Bergamo esclusivamente nel solo Comune di Scanzorosciate. Note: è la più piccola Docg d'Italia con 39 produttori e 31 ettari di superficie vitata.

### DOC
- Bonarda dell'Oltrepò Pavese
- Botticino prodotto nella provincia di Brescia
  - Botticino riserva
- Buttafuoco dell'Oltrepò Pavese o Buttafuoco
- Capriano del Colle prodotto nella provincia di Brescia
  - Capriano del Colle novello rosso
  - Capriano del Colle rosso
  - Capriano del Colle rosso riserva
  - Capriano del Colle Trebbiano
  - Capriano del Colle Trebbiano frizzante
- Casteggio, consentito:l'uso della menzione vigna
- Cellatica prodotto nella provincia di Brescia
  - Cellatica superiore
- Colli Morenici Mantovani del Garda bianco
- Colli Morenici Mantovani del Garda rosso o rosato
- Garda DOC interregionale prodotto nelle province di Brescia e Mantova (Lombardia) e Verona (Veneto)
  - Garda Garganega
  - Garda Pinot bianco (anche spumante)
  - Garda Pinot grigio
  - Garda Chardonnay (anche spumante)
  - Garda Riesling (anche spumante)
  - Garda Riesling italico
  - Garda Cortese
  - Garda Sauvignon
  - Garda Cabernet
  - Garda Cabernet franc
  - Garda Cabernet sauvignon
  - Garda Merlot
  - Garda Pinot nero
  - Garda Marzemino
  - Garda Corvina
  - Garda Barbera
  - Garda Frizzante
  - Garda Rosè
  - Garda classico Bianco
  - Garda classico Chiaretto
  - Garda classico Rosso (anche nella tipologia novello)
  - Garda classico Rosso superiore
  - Garda classico Groppello
  - Garda classico Groppello riserva
- Garda Colli Mantovani prodotto nella provincia di Mantova
  - Garda Colli Mantovani Cabernet Riserva
  - Garda Colli Mantovani Chardonnay
  - Garda Colli Mantovani Merlot riserva
  - Garda Colli Mantovani Pinot Bianco
  - Garda Colli Mantovani rosato
  - Garda Colli Mantovani rosso
  - Garda Colli Mantovani Sauvignon
- Lambrusco Mantovano prodotto nella provincia di Mantova accompagnata o no dalle sottozone: Viadanese-Sabbionetano e Oltre Po Mantovano
- Lugana DOC interregionale prodotto nelle province di Brescia (Lombardia) e Verona (Veneto)
  - Lugana
  - Lugana spumante
  - Lugana superiore
- Oltrepò Pavese prodotto nelle provincia di Pavia
  - Oltrepò Pavese Barbera
  - Oltrepò Pavese Cabernet Sauvignon
  - Oltrepò Pavese Chardonnay
  - Oltrepò Pavese Cortese
  - Oltrepò Pavese Malvasia
  - Oltrepò Pavese Moscato
  - Oltrepò Pavese Moscato liquoroso dolce
  - Oltrepò Pavese Moscato liquoroso secco
  - Oltrepò Pavese Pinot Grigio
  - Oltrepò Pavese Pinot Nero
  - Oltrepò Pavese Riesling Italico
  - Oltrepò Pavese Riesling Renano
  - Oltrepò Pavese rosato
  - Oltrepò Pavese rosso
  - Oltrepò Pavese rosso riserva
  - Oltrepò Pavese Sangue di Giuda
  - Oltrepò Pavese Sauvignon
- Riviera del Garda Bresciano o Garda Bresciano prodotto nella provincia di Brescia
  - Garda Bresciano bianco
  - Garda Bresciano Chiaretto
  - Garda Bresciano Groppello
  - Garda Bresciano rosso
  - Garda Bresciano rosso novello
  - Garda Bresciano spumante rosé
  - Garda Bresciano superiore
- San Colombano al Lambro o San Colombano prodotto nelle province di Lodi, Milano e Pavia
  - San Colombano al Lambro Rosso
  - San Colombano al Lambro Bianco
- San Martino della Battaglia DOC interregionale prodotto nelle province di Brescia (Lombardia) e Verona (Veneto)
  - San Martino della Battaglia liquoroso
- Curtefranca
  - Curtefranca bianco
  - Curtefranca bianco Vigna
  - Curtefranca rosso
  - Curtefranca rosso Vigna
- Terre del Colleoni o Colleoni
- Valcalepio, prodotto nella provincia di Bergamo
  - Valcalepio bianco
  - Valcalepio rosso
  - Valcalepio Moscato passito
  - Valcalepio rosso riserva
- Valtellina Rosso o Rosso di Valtellina prodotto nella provincia di Sondrio
- Valtenesi prodotto in provincia di Brescia
  - Valtenesi
  - Valtenesi Chiaretto

### IGT
- Bianco di Lierna (Bianco nelle tipologie normale, Frizzante e Passito; Rosato nelle tipologie normale e Frizzante) prodotto nel villaggio di Lierna.
- Alto Mincio (Bianco nelle tipologie normale, Frizzante e Passito; Rosato nelle tipologie normale e Frizzante; Rosso nelle tipologie normale, Frizzante, Passito e Novello) prodotto nella provincia di Mantova.
- Benaco Bresciano (Bianco nelle tipologie normale e Frizzante; Rosso nelle tipologie normale e Novello) prodotto nella provincia di Brescia.
- Bergamasca (Bianco; Rosato; Rosso nelle tipologie normale, Moscato e Novello) prodotto nella provincia di Bergamo.
- Collina del Milanese (Bianco nelle tipologie normale, Frizzante e Passito; Rosato nelle tipologie normale e Frizzante; Rosso nelle tipologie normale, Frizzante, e Novello) prodotto nelle province di Lodi, Milano e Pavia.
- Montenetto di Brescia (Bianco nelle tipologie normale e Frizzante; Rosso nelle tipologie normale e Novello) prodotto nella provincia di Brescia.
- Provincia di Mantova (Bianco nelle tipologie normale, Frizzante e Passito; Rosato nelle tipologie normale e Frizzante; Rosso nelle tipologie normale, Frizzante, Passito e Novello) prodotto nella provincia di Mantova.
- Provincia di Pavia (Bianco nelle tipologie normale e Frizzante; Rosato nelle tipologie normale e Frizzante; Rosso nelle tipologie normale, Frizzante e Novello) prodotto nella provincia di Pavia.
- Quistello (Bianco nelle tipologie normale e Frizzante; Rosato nelle tipologie normale e Frizzante; Rosso nelle tipologie normale, Frizzante e Novello) prodotto nella provincia di Mantova.
- Ronchi di Brescia (Bianco nelle tipologie normale, Frizzante e Passito; Rosso nelle tipologie normale e Novello) prodotto nella provincia di Brescia.
- Sabbioneta (Bianco nelle tipologie normale e Frizzante; Rosato nelle tipologie normale e Frizzante; Rosso nelle tipologie normale, Frizzante e Novello) prodotto nella provincia di Mantova.
- Sebino (Bianco Passito; Rosso nelle tipologie normale e Novello) prodotto nella provincia di Brescia.
- Terrazze Retiche di Sondrio (Bianco; Rosato nelle tipologie normale e Frizzante; Rosso nelle tipologie normale e Novello) prodotto nella provincia di Sondrio.
- Terre Lariane (Bianco, anche nelle tipologie frizzante e passito Rosso, anche nelle tipologie frizzante, passito e novello Rosato, anche nelle tipologie frizzante e novello)
- Valcamonica (Bianco nelle tipologie normale e Passito; Rosso nella tipologia normale o con l'indicazione dei vitigni Marzemino o Merlot)

### Altro
- Barbacarlo
- Colli di Sant'Erasmo
- Nebbione

## Turismo
La viticoltura del territorio alimenta l'offerta enogastronomica della Franciacorta, di cui nel 2000 è stata fondata un'associazione per la promozione della Strada del Vino Franciacorta.